# Frederick Gerard Friedlander
Frederick Gerard Friedlander (* 25. Dezember 1917 als Friedrich Gerhart Friedländer in Wien; † 20. Mai 2001) war ein britischer Mathematiker österreichischer Herkunft.

## Leben

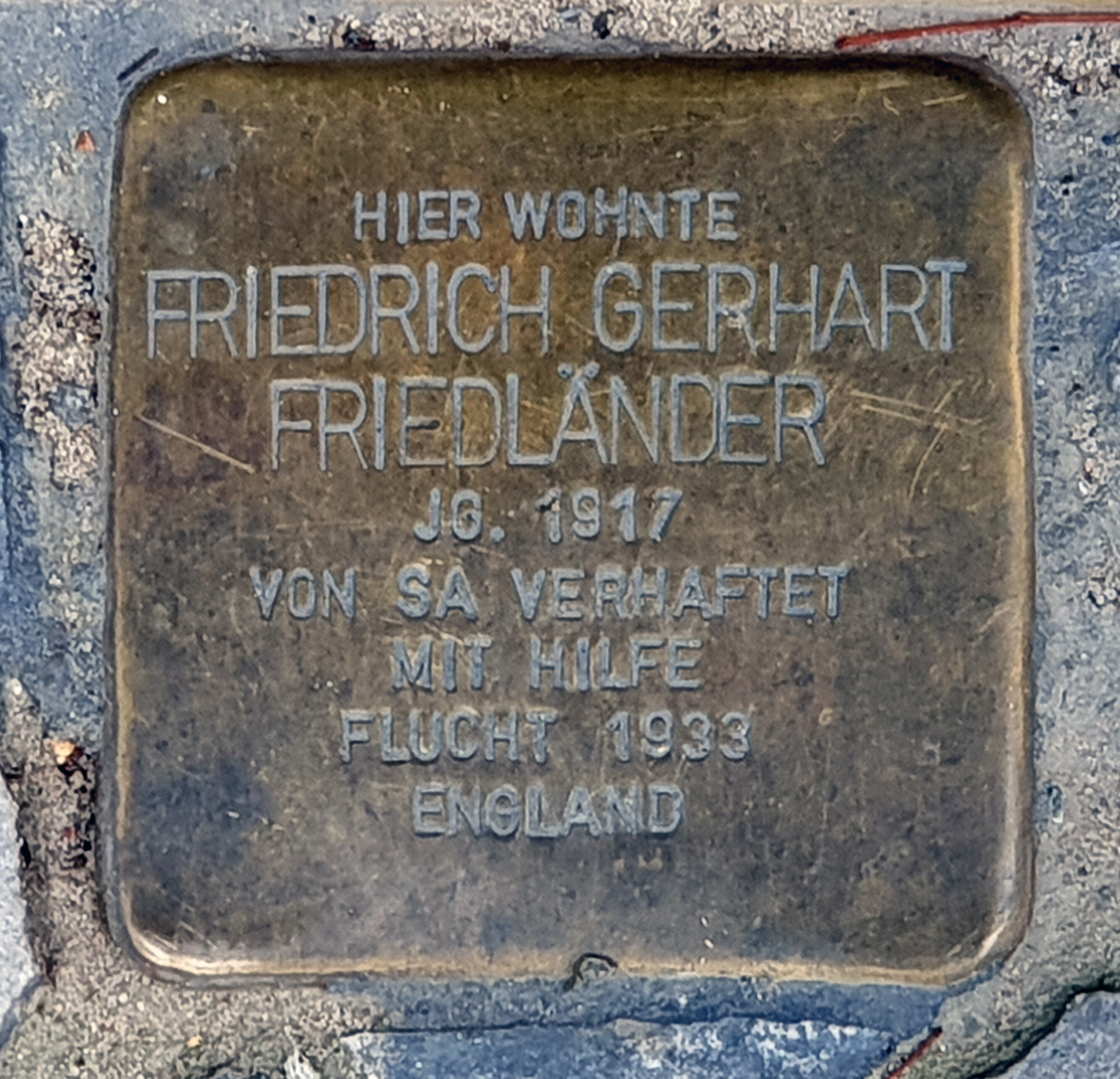
Stolperstein am Haus, Andreasberger Straße 9, in Berlin-Britz

Friedlander wurde als Sohn des deutsch-österreichischen kommunistischen Politikers und Journalisten Paul Friedländer und der Politikerin Ruth Fischer, die eine führende Rolle in den Kommunistischen Parteien Österreichs (KPÖ) und Deutschlands (von 1924 bis 1926 Parteivorsitzende der KPD) spielte, geboren. Nachdem seine Mutter 1919 nach Berlin gegangen war, wuchs er bei ihren Eltern Rudolf und Ida Maria Eisler (geb. Fischer) in Wien auf. 1929 zog er nach Berlin, wo seine Mutter nach ihrer Scheidung von Paul Friedländer mit ihrem Partner Arkadi Maslow lebte. Er besuchte in Berlin ein Realgymnasium und begann sich unter dem Einfluss von Maslow für Mathematik zu interessieren. Nach der Machtübernahme durch die NSDAP und dem Reichstagsbrand Ende Februar 1933 flohen seine Mutter und Maslow nach Paris. Friedlander wurde kurzzeitig inhaftiert und 1934 nach Wien abgeschoben. Ende Juni 1934 verließ er Wien und ging nach Paris, wo er Maslow und seine Mutter traf, die für ihn einen Aufenthalt in London vermittelte. Dort lebte er kurze Zeit auch bei seinem Onkel Hanns Eisler, einem jüngeren Bruder seiner Mutter. Durch die Unterstützung des Jewish Refugees Committee bekam er Ende 1936 die Zusage für ein Stipendium am Trinity College in Cambridge. 1937 begann er sein Studium der Mechanik, das er 1939 mit Erlangung des Bachelor-Grades abschloss. Sein Betreuer am Trinity College war Geoffrey Ingram Taylor. Auf Anraten von Taylor bewarb er sich für ein Promotionsstipendium am Trinity College, seine Bewerbung wurde im Oktober 1940 positiv beschieden. Er konnte sein Studium jedoch zunächst nicht fortsetzen, weil er bereits Anfang 1940 als feindlicher Ausländer zunächst auf der Isle of Man interniert und dann nach Kanada deportiert worden war. Zu den internierten Wissenschaftlern gehörten unter anderen Hermann Bondi, Thomas Gold und Max Perutz. Aufgrund einer Intervention britischer Wissenschaftler und Politiker wurde er aus der Haft entlassen und konnte im Januar 1941 nach England zurückkehren, wo er sein Studium fortsetzte. Zu seinen ersten wissenschaftlichen Arbeiten, die zwischen 1939 und 1941 entstanden, aber aus Sicherheitsgründen erst nach Kriegsende 1946 veröffentlicht wurden, gehörten Beiträge zum Zivilschutz. Sie befassten sich unter anderem mit der schützenden Wirkung von Wänden bei Bombenexplosionen. Kurzzeitig arbeitete er während des Krieges auch für die Forschungsgruppe von Rudolf Peierls in Birmingham, die ab 1943 am Manhattan-Projekt beteiligt war, und bei anderen militärischen Projekten mit.
1946 wurde Friedlander mit der Schrift The propagation of plastic deformation in wires and cylinders bei G. I. Taylor in Cambridge promoviert. Im selben Jahr wechselte er nach Manchester, wo er einen Lehrauftrag für angewandte Mathematik an der dortigen Universität erhielt. 1954 kehrte er an das Department of Applied Mathematics and Theoretical Physics der Universität Cambridge zurück, wo er weiterhin zu partiellen Differentialgleichungen (speziell zur Wellengleichung) und deren Lösungen für verschiedene Probleme arbeitete. In seinen letzten Lebensjahrzehnten wurden seine Leistungen auf dem Gebiet der hyperbolischen partiellen Differentialgleichungen zunehmend anerkannt. 1979 wurde er zum Reader befördert und 1980 zum Mitglied (Fellow) der Royal Society gewählt. Nachdem er 1982 in den Ruhestand getreten war, erhielt er eine Honorary Research Fellowship am University College London.
Zu seinen Schülern gehört Richard Melrose.

## Ehrung
Am 18. Februar 2022 wurde vor seinem ehemaligen Wohnort, Berlin-Britz, Andreasberger Straße 9, ein Stolperstein verlegt.

## Schriften (Auswahl)
- F. G. Friedlander: The diffraction of sound pulses I. Diffraction by a semi-infinite plane. In: Proceedings of the Royal Society A. Band 186, Nr. 1006, 1946, S. 322–344, doi:10.1098/rspa.1946.0046.
- F. G. Friedlander: The diffraction of sound pulses II. Diffraction by an infinite wedge. In: Proceedings of the Royal Society A. Band 186, Nr. 1006, 1946, S. 344–351, doi:10.1098/rspa.1946.0047.
- F. G. Friedlander: Simple progressive solutions of the wave equation. In: Mathematical Proceedings of the Cambridge Philosophical Society. Band 43, Nr. 3, 1947, S. 360–373, doi:10.1017/S0305004100023598.
- F. G. Friedlander: On the total reflection of plane waves. In: Quarterly Journal of Mechanics & Applied Mathematics. Band 1, Nr. 1, 1948, S. 376–384, doi:10.1093/qjmam/1.1.376.
- F. G. Friedlander: On the radiation field of pulse solutions of the wave equation. In: Proceedings of the Royal Society A. Band 269, Nr. 1336, 1962, S. 53–65, doi:10.1098/rspa.1962.0162.
- F. G. Friedlander: On the radiation field of pulse solutions of the wave equation. II. In: Proceedings of the Royal Society A. Band 279, Nr. 1378, 1964, S. 386–394, doi:10.1098/rspa.1964.0111.
- F. G. Friedlander: The wave-equation on a curved space-time. Cambridge University Press, Cambridge 1975, ISBN 978-0-521-20567-2, S. 287.
- F. G. Friedlander: Radiation fields and hyberbolic scattering theory. In: Mathematical Proceedings of the Cambridge Philosophical Society. Band 88, Nr. 3, 1980, S. 483–515, doi:10.1017/S0305004100057819.
- F. G. Friedlander, M. Joshi: Introduction to the theory of distributions. 2. Auflage. Cambridge University Press, Cambridge 1998, ISBN 0-521-64015-6.
- F. G. Friedlander: Notes on the wave equation on asymptotically Euclidean manifolds. In: Journal of Functional Analysis. Band 184, Nr. 1, 2001, S. 1–18, doi:10.1006/jfan.2000.3546.